# يوسف الكلابي
يوسف الكلابي (العربية: يوسف الكلابي ) هو سياسي عراقي،  عضو قيادي في منظمة بدر والمتحدث الأمني لقوات الحشد الشعبي .    

## السيرة الذاتية
الكلابي، من مواليد بغداد عام 1978، سياسي عراقي ومساعد سابق لنائب رئيس هيئة الحشد الشعبي للشؤون القتالية، ورئيس لجنة إحياء ذكرى مجزرة تكريت. خاض الانتخابات العراقية مرشحًا عن تحالف الفتح . وهو عضو قيادي في منظمة بدر ، ومتحدث أمني باسم هيئة الحشد الشعبي . 

## المناصب
- عضو منظمة بدر [9]
- المتحدث الأمني لقوات الحشد الشعبي [10]